# 陈满林
陈满林（1941年—），男，广东东莞人，中国举重运动员、教练员，运动健将。两次荣获体育运动荣誉奖章。